# Prodidomus madagascariensis
Espèce
Prodidomus madagascariensis est une espèce fossile d'araignées aranéomorphes de la famille des Prodidomidae.

## Distribution
Cette espèce a été découverte dans du copal à Madagascar. Elle date de l'Holocène,.

## Description
Le mâle holotype mesure 3,7 mm.

## Systématique et taxinomie
Cette espèce a été décrite en 2011 par l'arachnologue allemand Jörg Wunderlich (1939-).

## Étymologie
Son nom d'espèce, composé de madagascar(i) et du suffixe latin -ensis, « qui vit dans, qui habite », lui a été donné en référence au lieu de sa découverte, Madagascar.

## Publication originale
- (en) Wunderlich, 2011, « Extant and fossil spiders (Araneae) ». Beiträge zur Araneologie, vol. 6, p. 1-640.